# عضلات الطرف السفلي
ان عضلات الطرف السفلى هي العضلات الهيكليه أو الطوليه و التي تتواجد في الطرفين السفليين و تقوم عن طريق استقبال الاشارات من الاعصاب بتحريك مفاصل الفخذين و الركبتين و الكاحلين و امشاط و اصابع القدمين و ذلك عن طريق انقباضاتها و انبساطاتها مستعينه في ذلك بالاربطه التي تتصل بالعظام اتصال مباشر.
1. ↑  "معلومات عن عضلات الطرف السفلي على موقع aleph.nkp.cz". aleph.nkp.cz. مؤرشف من الأصل في 2019-12-15.